# Alejandro Oaxaca Carreón
Alejandro Oaxaca Carreón (San Pedro Cholula, Puebla; 10 de junio de 1964) es un político mexicano, simpatizante del Movimiento de Regeneración Nacional (MORENA), que ha sido diputado local en dos ocasiones, diputado federal, presidente municipal, agente del Ministerio Público y juez menor.
Como diputado al Honorable Congreso del Estado de Puebla fungió como presidente de la Comisión de Seguridad Pública y Protección Civil, y a él le tocó encabezar las reformas necesarias para la creación de la Secretaría de Seguridad Pública del Estado de Puebla.

## Formación profesional
- Licenciado en Derecho por la Benemérita Universidad Autónoma de Puebla (BUAP) (1985-1990).
- Maestría en Derecho Civil y Mercantil por la Benemérita Universidad Autónoma de Puebla (1990-1992).
- Maestría en Ciencias Políticas y Gestión Pública por la Escuela Libre de Derecho del Estado de Puebla (1998-2000).
- Candidato a Doctor en Derecho por la Benemérita Universidad Autónoma de Puebla (2006-2008).

## Actividades profesionales
- Agente del Ministerio Público Cholula, Pue., (1993-1993).
- Secretario Particular del Presidente Municipal de San Pedro Cholula, Dr. Alfredo Toxqui Fernández de Lara (1993-1994).
- Juez Calificador del Municipio de San Pedro Cholula (1994-1995).

## Cargos de elección popular
- Regidor Suplente del Ayuntamiento de San Pedro Cholula, Puebla (1993-1996).
- Diputado al Honorable Congreso de la Unión (1998-2000) por el X Distrito Federal Electoral con cabecera en el municipio de Atlixco, Puebla. En este cargo era suplente del desaparecido líder obrero Eleazar Camarillo Ochoa, pero a la muerte de éste, asumió la titularidad de la diputación, despachando en tal cargo el resto de la legislatura.
- Presidente Constitucional del Municipio de San Pedro Cholula, Puebla, en el período 2002-2005, dejando el cargo en 2004 para asumir la candidatura a la diputación local.
- Diputado a la LVI Legislatura del Honorable Congreso del Estado de Puebla por el Distrito 8° con cabecera en el municipio de Cholula de Rivadabia (2005-2008).
- Durante este período se desempeñó como Presidente de la Comisión de Seguridad Pública y Protección Civil, y miembro de la Comisión de Gobernación, Justicia y Puntos Constitucionales, de la Comisión de Hacienda Publica y Patrimonio Estatal y Municipal, y de la Comisión de Asuntos Municipales.[1]

## Actividades partidistas
- Miembro del Partido Revolucionario Institucional de 1982 a 2010
- Delegado del Partido Revolucionario Institucional en el X Distrito Federal Electoral del Estado de Puebla.
- Presidente del Comité Municipal del Partido Revolucionario Institucional en San Pedro Cholula durante el período 1996-1998.
- Coordinador de la Precampaña Política del Licenciado Manuel Bartlett Díaz, precandidato del Partido Revolucionario Institucional a la Presidencia de la República (1999).
- Político sin partido desde 2011, simpatizante de la izquierda y del Movimiento de Regeneración Nacional encabezado por el actual presidente de la República; Andrés Manuel López Obrador.